# Hongkong-Menschenrechts- und Demokratieverordnung
Die Hongkong-Menschenrechts- und Demokratieverordnung von 2019 (englisch Hong Kong Human Rights and Democracy Act, kurz: HKHRDA) ist ein US-Bundesgesetz, nach dem die US-Regierung Sanktionen gegen für Menschenrechtsverletzungen in Hongkong verantwortliche chinesische und Hongkonger Beamte verhängen muss. Zudem verpflichtet es das US-Außenministerium und andere Behörden, eine jährliche Überprüfung durchzuführen, um festzustellen, ob Änderungen des politischen Status Hongkongs (zu seiner Beziehung zum chinesischen Festland) eine Änderung der einzigartigen, günstigen Handelsbeziehungen zwischen den USA und Hongkong rechtfertigen.
Die Verabschiedung des Gesetzes wurde von pro-demokratischen Aktivisten in Hongkong unterstützt und im November 2019 im US-Kongress in Reaktion auf die Proteste in Hongkong 2019/2020 nahezu einstimmig unterstützt.
Infolge des vom chinesischen Nationalkongress verabschiedeten Sicherheitsgesetzes erklärt US-Außenminister Mike Pompeo Ende Mai 2020, dass China das vertraglich zugesicherte Prinzip „ein Land, zwei Systeme“ verletzt habe und die USA Hongkong daher nicht länger als autonome Region betrachten können. Dies könnte nicht nur ökonomische Folgen für China haben, sondern signalisiert auch eine mögliche Verletzung des HKHRDA durch China, was Sanktionen nach sich ziehen könnte.